# Joinvillea ascendens
Joinvillea ascendens är en gräsväxtart som beskrevs av Charles Gaudichaud-Beaupré, Adolphe-Théodore Brongniart och Jean Antoine Arthur Gris. Joinvillea ascendens ingår i släktet Joinvillea och familjen Joinvilleaceae.
Artens utbredningsområde är Hawaii. Inga underarter finns listade i Catalogue of Life.

## Bildgalleri

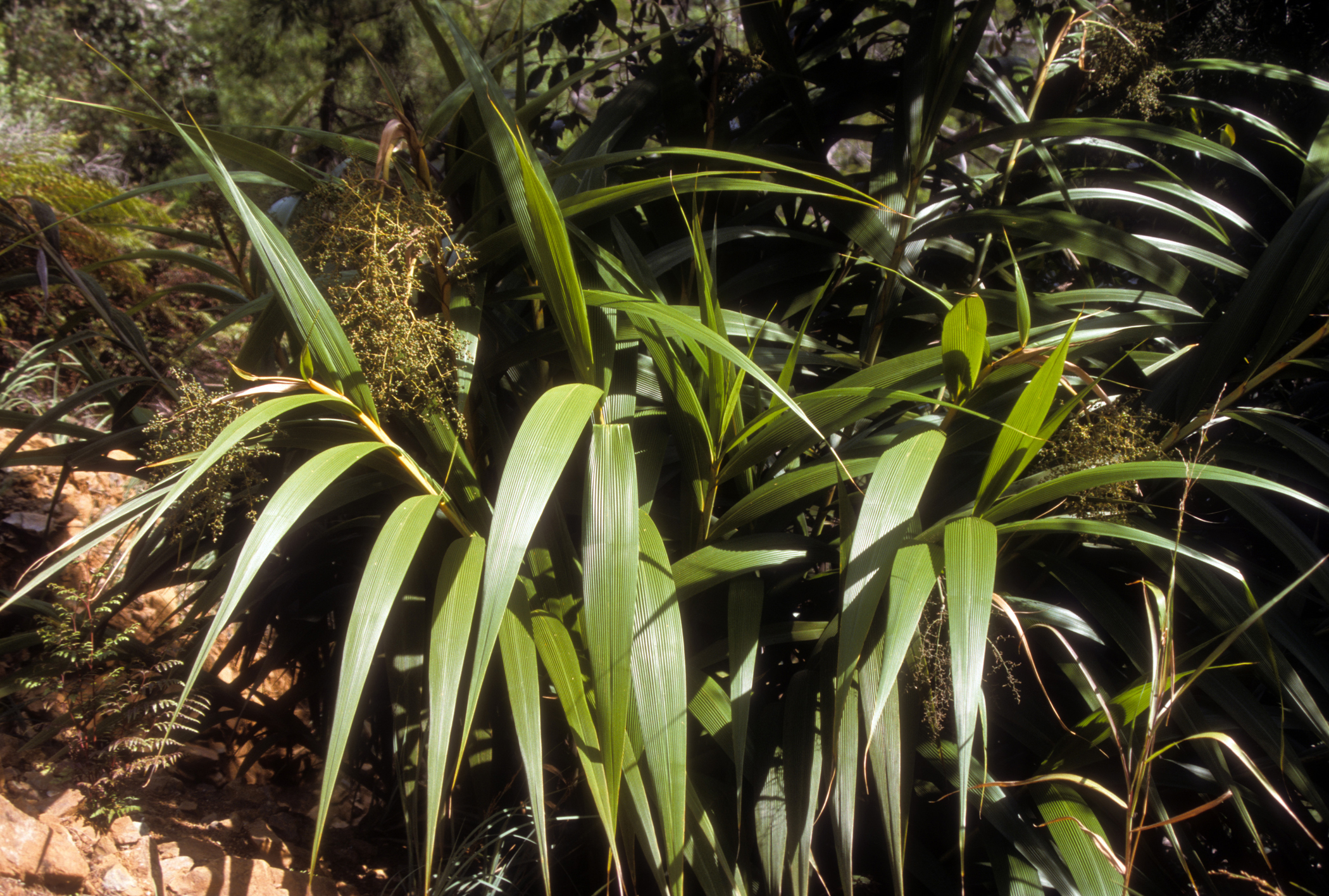
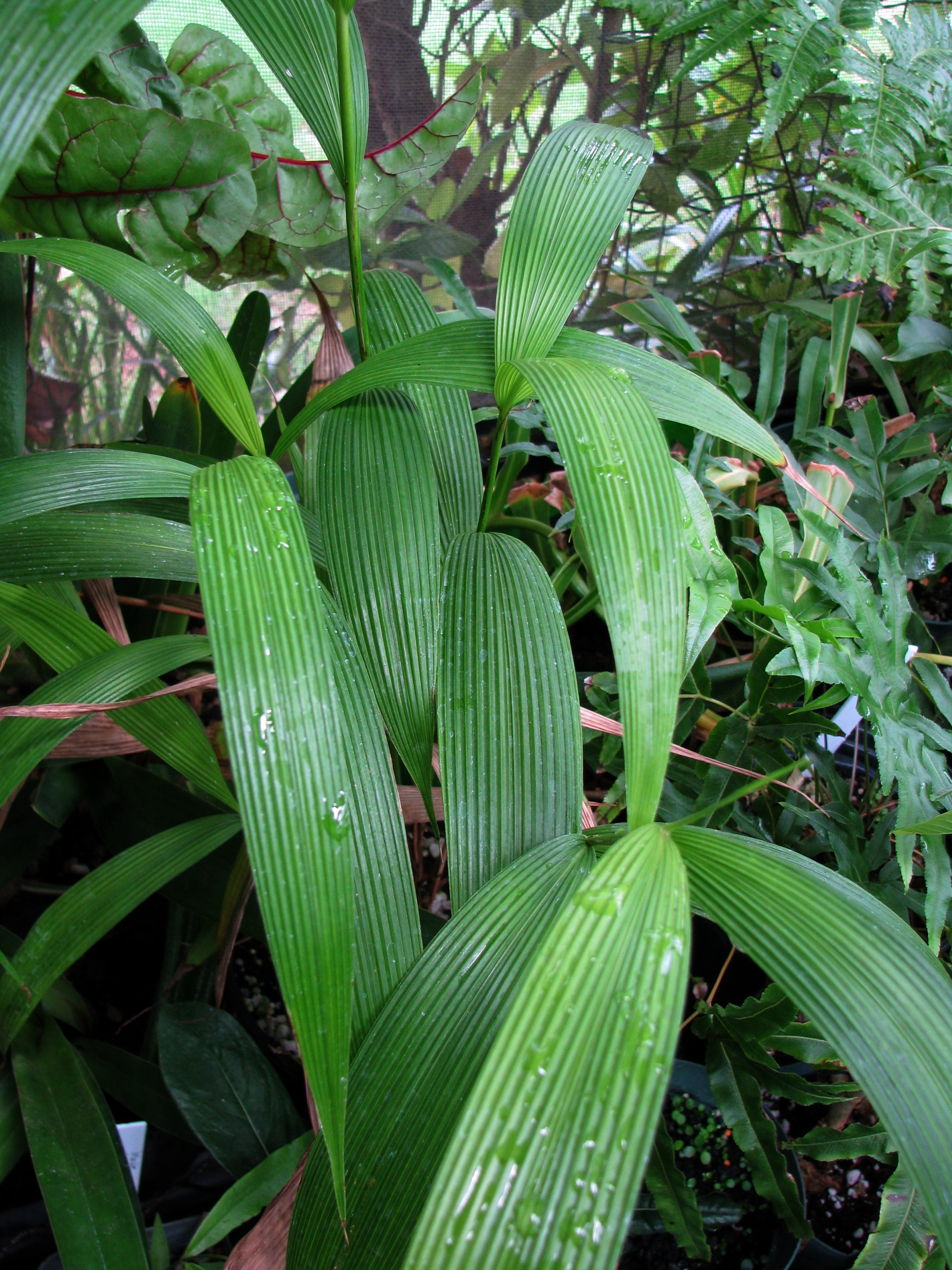
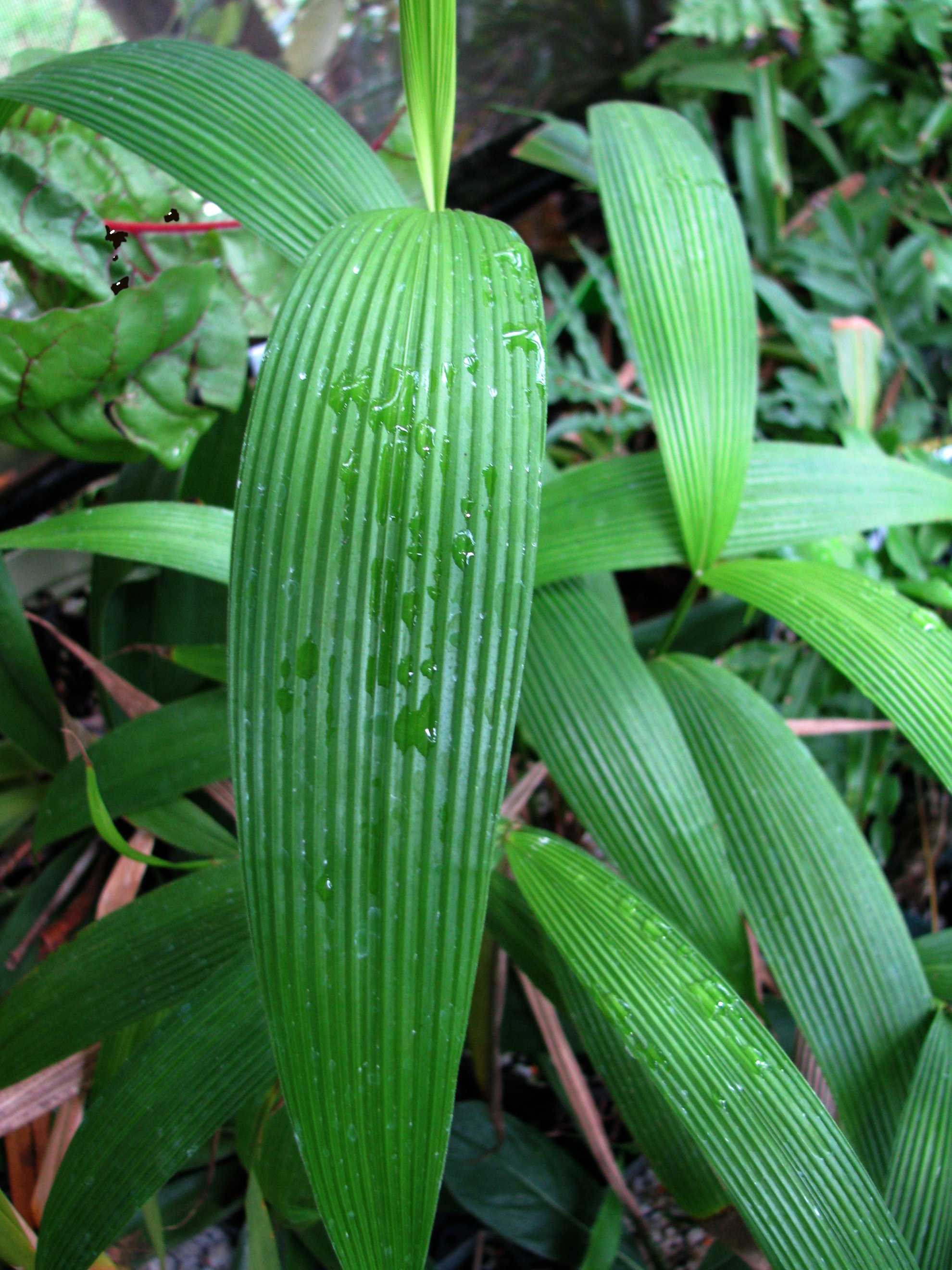